# Койчуманов, Акан Джулаевич
Акан Джулаевич Койчуманов (25 июля 1935 года, Евгеньевка, Энбекшиказахский район, Алма-Атинская область, Казахская АССР, РСФСР, СССР — 17 июля 1990 года) — казахстанский и советский партийный деятель. Первый секретарь Алма-Атинского горкома КП Казахстана (1983—1985). Депутат Совета Национальностей Верховного Совета СССР 11 созыва (1984—1989) от Казахской ССР. Кандидат в депутаты Верховного Совета СССР 12 созыва.

## Биография
Родился 25 июля 1935 года в селе Евгеньевка Энбекшиказахского района Алма-Атинской области.
Окончил Карагандинский политехнический институт (1968), АВПШ (1982), инженер-электрик.
Трудовую деятельность начал в 1954 году колхозником, служил в армии, работал бурильщиком, взрывником на шахте;
- инструктор Джезказганского горкома партии (1962—1963 гг.)
- мастер, старший мастер ПТУ, электрик, мастер смены, начальник сантехслужбы Джезказганской обогатительной фабрики (1963—1971 гг.)
- старший инженер, начальник отдела, управления, главного управления, секретарь парторганизации Министерства коммунального хозяйства КазССР (1971—1975 гг.)
- второй, первый секретарь Капчагайского горкома партии (1975—1980 гг.)
- зав. отделом Алма-Атинского обкома партии (1980—1981 гг.)
- председатель Алма-Атинского горисполкома (1981—1983 гг.)
- первый секретарь Алма-Атинского горкома партии (1983—1985 гг.)
- мастер, зам. директора АЗТМ (1985—1990 гг.)

Скончался 17 июля 1990 года.

## Награды и звания
- Орден «Знак Почёта»
- грамоты Президиума Верховного Совета Казахской ССР